# Голоцентровые
Голоцентровые, или рыбы-белки, или рыбы-солдаты (лат. Holocentridae), — семейство лучепёрых рыб, единственное в отряде голоцентрообразных (Holocentriformes). Ранее последний классифицировался как подотряд голоцентровидных (Holocentroidei) в отряде бериксообразных. Распространены циркумглобально в морских тропических водах.

## Описание
Тело покрыто крупной ктеноидной чешуёй. В длинном спинном плавнике 10—13 колючих и 11—17 мягких лучей; мягкая и колючая части разделены вырезкой. В анальном плавнике четыре колючих и 7—16 мягких лучей. В брюшных плавниках одна колючка и 5—8 мягких лучей. Хвостовой плавник вильчатый с 18—19 основными лучами. Позвонков 26—27. 
Окраска тела красновато-оранжевая.
Максимальная длина тела 61 см (у Holocentrus adscensionis).

## Классификация
В составе семейства выделяют два подсемейства, 8 родов и 83 вида:
- Подсемейство Holocentrinae — голоцентрины
  - Род Holocentrus — рыбы-белки, или голоцентры
  - Род Neoniphon — пламенщики, или жёлтые кандили, или фламмео, или неонифоны
  - Род Sargocentron — рыбы-солдаты, или адиориксы, или саргоцентроны
- Подсемейство Myripristinae — мирипристины
  - Род Corniger — корнигеры
  - Род Myripristis — кандили, или мирипристы
  - Род Ostichthys — шероховатые кандили
  - Род Plectrypops — колючещёкие кандили, или лимы
  - Род Pristilepis — колючерылые рыбы-солдаты